# Nguyễn Đức Việt (phi công)
Verner Schulze có nguồn ghi là Verner Schultze, có tên tiếng Việt là Nguyễn Đức Việt (sinh năm 1920 - mất ngày 1 tháng 7 năm 1968) là nam phi công quân sự người Đức từng phục vụ cho Quân đội nhân dân Việt Nam và là phi công quân sự đầu tiên của Không quân nhân dân Việt Nam. Ông vốn là phi công lái máy bay trinh sát - trong Thế chiến thứ II - của Đức bị quân Pháp giữ làm tù binh, đẩy vào đội quân Lê dương sang tham chiến tại Việt Nam. Ông đã tìm cách liên lạc với Việt Minh và vận động được 5 binh sĩ khác chủ động bỏ hàng ngũ quân đội Pháp.

## Sự nghiệp
Verner Schulze từng học trung cấp dệt, rồi học lái máy bay liên lạc cho Quân đội Đức. Trong chiến tranh thế giới thứ 2, Verner bị Mỹ bắt làm tù binh và Mỹ giao lại cho Pháp. Verner Schultze phải chọn một trong hai con đường: Hoặc là bị cầm tù, hoặc là vào lính Lê dương của Pháp.
Năm 1946, Verner Schultze bỏ hàng ngũ quân đội Lê dương để đầu hàng Quân đội Việt Nam từ mặt trận Nam Trung Bộ. Năm 1947, ông Verner được điều về Quân khu 2 làm công tác địch vận rồi chuyển sang xưởng Quân giới của Quân khu. Nha Nghiên cứu kỹ thuật được thuộc Bộ Quốc phòng thành lập, Verner trực tiếp tham gia sản xuất vũ khí. Tại đây, ông đã có nhiều sáng kiến trong việc chế tạo các loại vũ khí, trong đó có việc chế tạo thành công đạn chống tăng AT bằng công nghệ dập. Sáng kiến của ông đã được Chính phủ Việt Nam đánh giá rất cao.
Sau khi thử nghiệm thành công Verner xin phép lãnh đạo Nha Nghiên cứu kỹ thuật áp dụng công nghệ này để dập vỏ đạn DAM, sau đó, việc thí nghiệm làm vỏ đạn DAM bằng công nghệ dập phải tạm dừng do Nha phải sơ tán tránh địch. Hơn nữa, sau chiến thắng Việt Bắc - Thu Đông 1947, các đơn vị chủ lực của Quân đội nhân dân Việt Nam đã được trang bị nhiều loại súng mới hơn, súng cũ được chuyển cho bộ đội địa phương, dân quân du kích sử dụng.
Ban Nghiên cứu sân bay thuộc được thành lập, Verner được chuyển về đây công tác. Ông cùng các cán bộ người Việt và một số lính hàng binh người Pháp, người Nhật tham gia giảng dạy cho các học viên về chuyên ngành hàng không. Verner đã dịch các tài liệu hàng không của Đức và hướng dẫn cán bộ không quân Việt Nam. Ông đã giúp dịch cuốn cẩm nang bắn hạ máy bay địch được Bộ Tổng tham mưu in và phát hành rộng rãi từ năm 1948. Đến năm 1949, Việt Nam khẳng định, người Pháp không còn dám bay ở độ cao rất thấp. Đầu năm 1948, Đức Việt đã cùng ông Hà Đổng vào Thanh Chương, tìm địa điểm xây dựng sân bay để đón máy bay từ Thái Lan chở linh kiện, máy móc thông tin do cán bộ của đài phát thanh mua từ bên đó chuyển về. Hai người đã phải đi bộ hơn nửa tháng với 500 km đường để đến công trình, sân bay dã chiến làm xong nhưng máy bay không sang nữa. Họ lại tiếp tục đi bộ trở về.
Năm 1949, Ban Nghiên cứu Không quân được thành lập và tổ chức chiêu sinh, Nguyễn Đức Việt được chuyển về đây làm trưởng ban huấn luyện trực tiếp huấn luyện phi công. Ông cùng một số đồng chí được phân công bảo dưỡng sửa chữa hai chiếc máy bay Morane và Tiger Moth do cựu hoàng Bảo Đại tặng lại Chính phủ Việt Nam Dân chủ Cộng hòa từ năm 1945. Hai chiếc được tháo rời, vận chuyển từ Huế ra Gia Lâm đến Sơn Tây, Chiêm Hóa và được cất trong kho quá lâu nên nhiều bộ phận bị hỏng.
Vào ngày 15 tháng 8 năm 1949 tại sân bay Chiêm Hóa, sau khi hoàn tất quá trình bảo dưỡng, Nguyễn Đức Việt cùng với đồng chí Nguyễn Văn Đống –Trưởng Ban Cơ khí –  bay thử chiếc máy bay Tiger Moth . Hai người chỉ mang 2 cặp kính bảo vệ mắt và không có dù. Máy bay nổ máy chạy đà khoảng 250m thì cất cánh bay ở độ cao 100m lượn về phía Nam và sau đó hạ thấp độ cao. Phi công Nguyễn Đức Việt có ý định men theo dòng sông Gâm trở về sân bay, nhưng vì máy bay xuống quá thấp, cánh bên trái đã chạm mặt nước nên cả người và máy bay đều lao xuống sông Gâm.
Chiếc máy bay hỏng nặng và trở thành mẫu vật cho quá trình đào tạo, còn Nguyễn Đức Việt bị mất chiếc đồng hồ thủy quân lục chiến. Cũng trong năm 1949, ông đã được gặp Chủ tịch Hồ Chí Minh và được Bác tặng một bộ quần áo lụa và đặt tên tiếng Việt là Nguyễn Đức Việt. Năm người lính hàng binh cùng ông cũng được đặt tên Việt Nam là: Nam, Dân, Chủ, Cộng, Hòa. Nguyễn Đức Việt được kết nạp vào Đảng Lao động Việt Nam.
Không chỉ giảng dạy, Nguyễn Đức Việt còn dịch và viết sách về nhận diện máy bay ta và địch; kỹ thuật bắn máy bay bằng súng trường tập trung. Đây là những tài liệu hữu ích cho quân đội nhân dân Việt Nam trong những ngày gian khó.
Sau những thất bại trong nghiên cứu không quân, Quân đội nhân dân Việt Nam được Quân đội Trung Quốc viện trợ pháo dã chiến và pháo phòng không. Năm 1951, Ban Nghiên cứu Không quân tạm thời dừng hoạt động. Nguyễn Đức Việt lại trở về công tác tại Nha Nghiên cứu kỹ thuật.
Năm 1954, hòa bình được lập lại trên miền Bắc. Nguyễn Đức Việt cùng với các cán bộ ngành hàng không về tiếp quản sân bay Gia Lâm. Đến cuối năm 1955, cùng với những hàng binh nước ngoài khác, Nguyễn Đức Việt trở về nước, ông được đề bạt làm Giám đốc sân bay Dresden.

## Đời tư

### Gia đình
Trước khi sang Việt Nam, Nguyễn Đức Việt đã có một người vợ là Hertha Wenrel.
Quân khu trưởng Quân khu 2 Hoàng Sâm đã mai mối ông với bà Hoàng Thị Thành, người dân tộc Tày quê ở Hoàng Su Phì, Hà Giang. Năm 1947, đám cưới được tổ chức tại sân bay Sơn Tây. Một năm sau, cô con gái đầu lòng là Nguyễn Việt Hoa ra đời, sau đó là cậu con trai Nguyễn Đức Hồng. Đến cuối năm 1955, Nguyễn Đức Việt trở về nước, bà Thành không thể theo chồng sang Đức, nên đã ở lại Việt Nam cùng hai con.

### Cuối đời
Đầu năm 1968, bà Thành nhận tin từ Bộ Ngoại giao thông báo Nguyễn Đức Việt chuẩn bị sang Việt Nam vào cuối năm. Nhưng cuối năm ấy, gia đình bà lại nhận được hung tin ông Nguyễn Đức Việt đã qua đời khi đang công tác tại Bỉ với vai trò Thanh tra đường bay quân sự của Cộng hòa Dân chủ Đức vào ngày 1 tháng 7 năm 1968. Hiện nay, phần mộ của Nguyễn Đức Việt vẫn nằm trên đất Bỉ.

## Vinh danh
Ngày 03 tháng 01 năm 2016, Cục Hàng không Việt Nam và xã Phú Thành đã tổ chức Lễ truy tặng kỷ niệm chương Vì sự nghiệp phát triển ngành Giao thông vận tải cho ông Nguyễn Đức Việt tại thôn Chùa, xã Phú Thành, huyện Lạc Thủy, tỉnh Hòa Bình.